# Люк Кейдж (телесериал)
«Люк Кейдж» (англ. Marvel’s Luke Cage или Luke Cage) — американский телесериал, созданный Чео Ходаки Кокером, и основанный на одноимённом персонаже комиксов Marvel, главную роль в котором исполнил Майк Колтер. Производством занимаются студии Marvel Television и ABC Studios, а показ осуществляется через потоковый видеосервис Netflix. «Люк Кейдж» входит в кинематографическую вселенную Marvel и является третьим из четырёх сериалов (первый — «Сорвиголова», второй — «Джессика Джонс», четвёртый — «Железный кулак»), персонажи которых объединяются в кроссоверный мини-сериал «Защитники». Шоураннером сериала выступает Чео Ходаки Кокер.
Премьера всех 13 серий первого сезона состоялась 30 сентября 2016 года. В декабре 2016 года было объявлено о продлении сериала на второй сезон, который вышел 22 июня 2018 года. 19 октября того же года сериал был закрыт.

## Сюжет
В результате тюремного эксперимента Карл Лукас получил суперсилу и совершил побег. Он поселился в Гарлеме под именем Люк Кейдж. Не желая привлекать к себе внимание, он стал работать посудомойщиком, пока знакомые не втянули его в разборки с местным криминальным авторитетом. Затем он встретил людей из своего прошлого.

## В ролях
= Главная роль в сезоне
     = Второстепенная роль в сезоне
     = Гостевая роль в сезоне
     = Роль сыграна другим актёром
     = Не появляется

### Основной состав
| Майк Колтер      | Карл Лукас / Люк Кейдж / Силач | 13 | 13 | 26 |
| Симон Миссик     | Мерседес «Мисти» Найт          | 13 | 13 | 26 |
| Тео Росси        | Эрнан Альварез / Шейдс         | 10 | 13 | 23 |
| Махершала Али    | Корнелл Стоукс / Щитомордник   | 7  | 1  | 8  |
| Эрик Ларей Харви | Уиллис Страйкер / Гремучник    | 7  |    | 7  |
| Розарио Доусон   | Клэр Тэмпл                     | 8  | 3  | 11 |
| Элфри Вудард     | Мэрайя Диллард / Чёрная Мэрайя | 10 | 13 | 23 |
| Габриэль Деннис  | Тильда Джонсон                 |    | 10 | 10 |
| Мустафа Шакир    | Джон Макайвер / Бушмейстер     |    | 11 | 11 |
| Джессика Хенвик  | Коллин Винг                    |    | 1  | 1  |
| Финн Джонс       | Дэнни Рэнд / Железный кулак    |    | 1  | 1  |
| Стивен Райдер    | Блейк Тауэр                    | 1  | 1  | 2  |
| Всего эпизодов   | Всего эпизодов                 | 13 | 13 | 26 |

### Второстепенный состав
| Париса Фитц-Хенли      | Рива Коннорс            | 3  | 1  | 4  |
| Фрэнк Уэйли            | Рафаэль Скарф           | 6  | 1  | 7  |
| Фрэнки Фэйсон          | Генри Хантер / Поп      | 3  |    | 3  |
| Рон Сефас Джонс        | Бобби Фиш               | 9  | 4  | 13 |
| Джеремайя Ричард Крафт | Дэйв Гриффиз            | 4  | 8  | 12 |
| Дебора Айоринд         | Кэндис Миллер           | 6  |    | 6  |
| Джастин Суэйн          | Марк Бейли              | 6  | 9  | 15 |
| Джейден Кейн           | Зип                     | 9  |    | 9  |
| Шон Рингголд           | Шугар                   | 6  | 8  | 14 |
| Сония Брага            | Соледад Тэмпл           | 3  |    | 3  |
| Майкл Кострофф         | доктор Ноа Берштейн     | 4  |    | 4  |
| Джон Клеренс Стюарт    | Алекс Уэсли             | 5  | 7  | 12 |
| Карен Питтман          | Присцилла Ридли         | 7  | 5  | 12 |
| Томас Джонс            | Дариус Джонс / Команчи  | 2  | 8  | 10 |
| Дэнни Джонсон          | Бенджамин Донован       | 2  | 6  | 8  |
| Редж Э. Кэти           | Джеймс Лукас            | 1  | 7  | 8  |
| Антоник Смит           | Нанди Тайлер            |    | 6  | 6  |
| Питер Джей Фернандес   | Том Риденауэр           |    | 8  | 8  |
| Кевин Мамбо            | Шелдон                  |    | 8  | 8  |
| Час Ламар Шеперд       | Реймонд Джонс / Пиранья |    | 5  | 5  |
| Тара Роджерс           | Стефани Миллер          |    | 5  | 5  |
| Сар Нгауджа            | Пол Макинтош / Ананси   |    | 7  | 7  |
| Хезер Симс             | Ингрид Макинтош         |    | 7  | 7  |
| Всего эпизодов         | Всего эпизодов          | 13 | 13 | 26 |

## Эпизоды

### Сезон 1 (2016)
| № общий | № в сезоне | Название                                                   | Режиссёр           | Автор сценария                       | Дата премьеры    |
| ------- | ---------- | ---------------------------------------------------------- | ------------------ | ------------------------------------ | ---------------- |
| 1       | 1          | «Момент истины» «Moment of Truth»                          | Пол Макгиган       | Чео Ходаки Кокер                     | 30 сентября 2016 |
| 2       | 2          | «Законы улиц» «Code of the Streets»                        | Пол Макгиган       | Чео Ходаки Кокер                     | 30 сентября 2016 |
| 3       | 3          | «Кто возьмёт груз на себя?» «Who's Gonna Take the Weight?» | Гильермо Наварро   | Мэтт Оуэнс                           | 30 сентября 2016 |
| 4       | 4          | «Шаг на арену» «Step in the Arena»                         | Винченцо Натали    | Чарльз Мюррей                        | 30 сентября 2016 |
| 5       | 5          | «Просто получить репутацию» «Just to Get a Rep»            | Марк Джобст        | Джейсон Хорвич                       | 30 сентября 2016 |
| 6       | 6          | «Сосункам нужны телохранители» «Suckas Need Bodyguards»    | Сэм Миллер         | Нэйтан Луи Джексон                   | 30 сентября 2016 |
| 7       | 7          | «Манифест» «Manifest»                                      | Энди Годдард       | Акела Купер                          | 30 сентября 2016 |
| 8       | 8          | «Взрывая место» «Blowin' Up the Spot»                      | Магнус Мартенс     | Аида Машака Кроул                    | 30 сентября 2016 |
| 9       | 9          | «DWYCK» «DWYCK»                                            | Том Шенклэнд       | Кристиан Тейлор                      | 30 сентября 2016 |
| 10      | 10         | «Взять его лично» «Take It Personal»                       | Стивен Сёрджик     | Джейсон Хорвич                       | 30 сентября 2016 |
| 11      | 11         | «Теперь ты мой» «Now You're Mine»                          | Джордж Тиллман-мл. | Кристиан Тейлор                      | 30 сентября 2016 |
| 12      | 12         | «Монолог хаоса» «Soliloquy of Chaos»                       | Фил Абрахам        | Акела Купер и Чарльз Мюррей          | 30 сентября 2016 |
| 13      | 13         | «Ты знаешь мой стиль» «You Know My Steez»                  | Кларк Джонсон      | Аида Машака Кроул и Чео Ходаки Кокер | 30 сентября 2016 |

1. ↑  Каждый эпизод назван в честь какой-либо песни дуэта «Gang Starr», выбранной только на основе её названия, поэтому события каждого эпизода не обязательно отражают текст соответствующей песни.[7][8]

### Сезон 2 (2018)
| № общий | № в сезоне | Название                                                                   | Режиссёр                | Автор сценария                | Дата премьеры |
| ------- | ---------- | -------------------------------------------------------------------------- | ----------------------- | ----------------------------- | ------------- |
| 1       | 1          | «Брат по духу #1» «Soul Brother #1»                                        | Люси Лью                | Чео Ходари Кокер              | 22 июня 2018  |
| 2       | 2          | «Выяснение отношений» «Straighten It Out»                                  | Стеф Грин               | Акела Купер                   | 22 июня 2018  |
| 3       | 3          | «Срыв» «Wig Out»                                                           | Марк Джобст             | Мэтт Оуэнс                    | 22 июня 2018  |
| 4       | 4          | «Перехожу в атаку» «I Get Physical»                                        | Салли Ричардсон-Уитфилд | Мэттью Лопес                  | 22 июня 2018  |
| 5       | 5          | «Души не осталось» «All Souled Out»                                        | Кейси Леммонс           | Иэн Стоукс                    | 22 июня 2018  |
| 6       | 6          | «Подвал» «The Basement»                                                    | Миллисент Шелтон        | Аида Машака Кроул             | 22 июня 2018  |
| 7       | 7          | «Снова и снова» «On and On»                                                | Рашад Эрнесто Грин      | Николь Мэттьюс                | 22 июня 2018  |
| 8       | 8          | «Если всё просто, значит не правильно» «If It Ain't Rough, It Ain't Right» | Нима Барнетт            | Луис Джексон                  | 22 июня 2018  |
| 9       | 9          | «Во имя отца» «For Pete's Sake»                                            | Кларк Джонсон           | Мэтт Оуэнс и Иэн Стоукс       | 22 июня 2018  |
| 10      | 10         | «Основной ингредиент» «The Main Ingredient»                                | Энди Годдард            | Акела Купер                   | 22 июня 2018  |
| 11      | 11         | «Творец» «The Creator»                                                     | Стивен Сёрджик          | Николь Мэттьюс и Мэттью Лопес | 22 июня 2018  |
| 12      | 12         | «Меня не очернишь» «Can't Front On Me»                                     | Эварадо Гаут            | Аида Машака Кроул             | 22 июня 2018  |
| 13      | 13         | «Ностальгия по тебе» «They Reminisce Over You»                             | Алекс Гарсия Лопес      | Чео Ходари Кокер              | 22 июня 2018  |

1. ↑  Каждый эпизод назван в честь одной из песни дуэта Pete Rock & CL Smooth[9].

## Производство

### Разработка
В октябре 2013 года Deadline сообщил, что Marvel готовит четыре драматических сериала и один мини-сериал общей продолжительностью 60 серий для показа на сервисах «видео по запросу» и кабельных каналах, которыми заинтересовались Netflix, Amazon и WGN America. Через несколько недель Marvel и Disney объявили о том, что Netflix покажет сериалы о Сорвиголове, Джессике Джонс, Люке Кейдже и Железном Кулаке, закончив общим мини-сериалом, основанном на комиксах о «Защитниках». Позже стало известно, что Люк Кейдж появится в сериале «Джессика Джонс».
30 марта 2015 года Netflix и Marvel Television анонсировали, что Чео Ходаки Кокер стал исполнительным продюсером и шоураннером будущего сериала «Люк Кейдж» (Marvel’s Luke Cage). Он написал сценарий к нескольким эпизодам сериала. Премьера состоялась 30 сентября 2016 года.

### Подбор актёров
В ноябре 2014 года Лэнс Гросс, Майк Колтер и Клео Энтони пробовались на главную роль сериала — Люка Кейджа, а Кристен Риттер, Александра Даддарио, Тереза Палмер, Джессика Де Гау и Марин Айрленд проходили кастинг на роль Джессики Джонс, героине предыдущего телесериала из серии сериалов. В декабре 2014 года Кристен Риттер была выбрана на роль Джессики Джонс. Кандидатуры Риттер и Палмер были заключительными в прослушивании на роль Джессики Джонс в паре с Майком Колтером. Позже, в этом же месяце, Колтер получил роль Люка Кейджа. 9 марта 2015 года Махершалалхашбаз Али получил роль Корнелла Стоукса / Щитомордника. 24 августа 2015 года Элфри Вудард получила роль Мэрайи Диллард/Чёрной Мэрайи. 2 сентября 2015 года Тео Росси получил роль Шейдса, а Розарио Доусон вновь исполнила роль медсестры, которая ранее появлялась в сериалах «Сорвиголова» и «Джессика Джонс». Тогда же Симон Миссик получила роль Мерседес «Мисти» Найт.

### Съёмки
16 сентября 2015 года в Нью-Йорке начались съёмки первого сезона.

## Показ
«Люк Кейдж» выпущен 30 сентября 2016 года через потоковый видеосервис Netflix. Все 13 серий выпущены одновременно, в отличие от традиционного сериализованного формата, поддержав новую практику «просмотра всех серий залпом» (binge-watching), которая стала очень успешной для других проектов Netflix.
«Люк Кейдж» стал самым популярным сериалом Marvel по просмотрам на Netflix.

## Дальнейшие планы
«Люк Кейдж» стал третьим из серии таких телесериалов, как «Сорвиголова», «Джессика Джонс» и «Железный Кулак», которые объединяются в кроссоверный мини-сериал «Защитники». В ноябре 2013 года глава Disney Боб Игер сообщил, что если персонажи станут популярными на Netflix, не исключено, что они смогут превратиться в полнометражные фильмы.